# Sofia de Saxe-Lauemburgo
Sofia de Saxe-Lauemburgo (em alemão:  Sophie; Lauemburgo, 1428 ou 1430 – Jülich, 9 de setembro de 1473) foi uma nobre alemã. Ela foi duquesa de Jülich-Berg e condessa de Ravensberg pelo seu casamento com Gerardo VII, além de ter sido regente do ducado e do condado  durante a incapacidade do marido, e da menoridade do filho, Guilherme IV, de 1456 até 1473. Foi bisavó materna de Ana de Cleves, que foi rainha consorte da Inglaterra por alguns meses.

## Família
Sofia foi a única filha nascida de Bernardo II, Duque de Saxe-Lauemburgo e de Adelaide da Pomerânia-Stolp.
Os seus avós paternos eram Érico IV, Duque de Saxe-Lauemburgo e Sofia de Brunsvique-Luneburgo. Os seus avós maternos eram Bogislau VIII, Duque da Pomerânia e Sofia da Holsácia.
Ela teve apenas um irmão, João V, Duque de Saxe-Lauemburgo, marido de Doroteia de Brandemburgo.

## Biografia

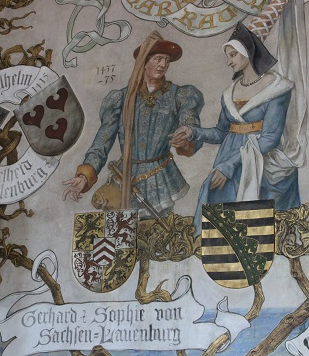
Representação do duque e da duquesa localizada no Castelo de Burg, na cidade alemã de Solingen.

No ano de 1444, quanto tinha cerca de 16 anos, Sofia se casou com o duque Gerardo VIII, que contava com aproximadamente 28 anos à época. Ele era filho de Guilherme VIII de Jülich, conde de Ravensberg, e de Adelaide de Teclemburgo.
Por volta do ano de 1456, o duque ficou insano, e, portanto, tornou-se incapaz de governar. Devido a isso, Sofia passou a administrar o ducado como regente, já que o filho primogênito, que, de outra forma, seria considerado para a regência, ainda era menor de idade. Gerardo faleceu em agosto de 1475.
Em 1470, a duquesa foi difamada por Frederico de Sombreff. Os seus filhos responderam ao insulto com um cerco no Castelo de Tomburg, próximo a Rheinbach, e atearam fogo à fortaleza. Mais tarde, Sofia reconstruiu o Mosteiro de Reichenstein, que tinha sido afetado pelo incêndio.
Sofia faleceu em 9 de setembro de 1473, aos 43 ou 45 anos de idade.

## Descendência
- Guilherme IV, Duque de Jülich-Berg (9 de janeiro de 1455 – 6 de setembro de 1511), sucessor do pai. Foi casado com Isabel de Nassau-Sarbruque, mas não teve filhos com ela; após sua morte, casou-se com Sibila de Brandemburgo, com quem teve uma filha, Maria de Jülich-Berg, que foi a mãe de Ana de Cleves, quarta esposa do rei Henrique VIII de Inglaterra;
- Ana, esposa do conde João de Moers and Saarwerden;
- Adolfo (1458 – 1470);
- Gerardo, que morreu jovem.